# 김은후
김은후(金?侯, 1990년 5월 23일~ )는 대한민국의 축구 선수이다. 2010년 개명하기 전까지 이름은 김의범이었다.

## 선수 경력
2009년 FC 서울에 번외지명으로 입단하였다.

## 음주 운전
2014년 1월, 친구의 미니쿠페 차량을 빌려 타고 불법 유턴을 하다 경찰에 적발되어 체포되었고 당시 혈중 알콜농도는 면허정지수준이었다.